# Sensation White
Sensation je nizozemský hudební festival pořádaný především v Amsterdam ArenA.
V roce 2000 a 2001 byla tato akce známá pod názvem Sensation, nicméně poté byla rozdělena na dvě části: Sensation Black a Sensation White. Toto rozdělení bylo učiněno z důvodu odlišení stylu hudby. Sensation Black se zaměřuje více na Hardstyle a Hardcore, zatímco Sensation White se zaměřuje více na House a Trance. Každý rok Sensation vydává dvě double-CD (Black a White) a dva singly, které mají název Anthem.

## Historie Sensation
První ročník Sensation proběhl v roce 2000, ale vstupenky nebyly zcela vyprodány. Tehdy na tuto akci přišlo 20.000 lidí. První ročník se také lišil tím, že DJové zabírali prostor na jedné straně Amsterdamské Areny. V dalších ročnících už bylo podium uprostřed celé arény. Zároveň byl první ročník Sensation jediným ročníkem, kdy neexistoval dress code.
Všechny další ročníky Sensation White jsou vždy vyprodány neobvykle brzy před vlastní akcí (obvykle je 40.000 vstupenek vyprodáno během několika hodin). Sensation Black není tak úspěšná jako Sensation White, zatím žádný ročník nebyl vyprodán, počet účastníků akce se však pohybuje kolem 35 tisícovek.

## Sensation White
Účastníci Sensation White mohou přijít na akci pouze v bílém oblečení. Slogan celé akce je „Be Part of the Night - Dress in White“, což v překladu znamená „buď součástí večera - oblékni se do bílé“. Na každou akci se prodává přibližně 40 000 vstupenek.
Mezi nejznámější DJe, kteří vystupovali na Sensation White, patří Armin van Buuren, Tiësto, Paul van Dyk.
V roce 2005 se konala Sensation White i v Belgii a Německu. V roce 2006 začala agentura ID&T pořádat Sensation White mezinárodně, jakožto zjednodušenou verzi, která se konala v Amsterdam ArenA v roce 2005.
V poslední době byla Sensation White kritizována posluchači trancu, kteří si myslí, že jde již spíše o hudbu ve stylu house a elektro.

## Anthem
- 2000 Cygnus X - Superstring (Rank 1 Remix)
- 2001 Rank 1 - Such Is Life
- 2002 The Rush - The Anthem 2002 (White Edition)
- 2003 Rank 1 (založeno na Wolfgang Amadeus Mozart) - The Anthem 2003
- 2004 The Rush (založeno na Carl Orff) - The Anthem 2004
- 2005 (Belgium) First & Andre – Widescreen
- 2005 Armin van Buuren feat. Jan Vayne - Serenity
- 2005 (Germany) Samuel Kindermann - Die Hymne White 2005
- 2006 (Belgium) Fred Baker - Forever Friends
- 2006 Sander Kleinenberg - This is Sensation
- 2006 (Germany) Moguai - I want, I need, I love
- 2006 (Poland) Nitrous Oxide pres. Redmoon - Cumulus & F.L.A.M.E. - Sensation
- 2007 (Belgium) Ferry Corsten - Loud Electronic Sensation